# 塞納基市鎮

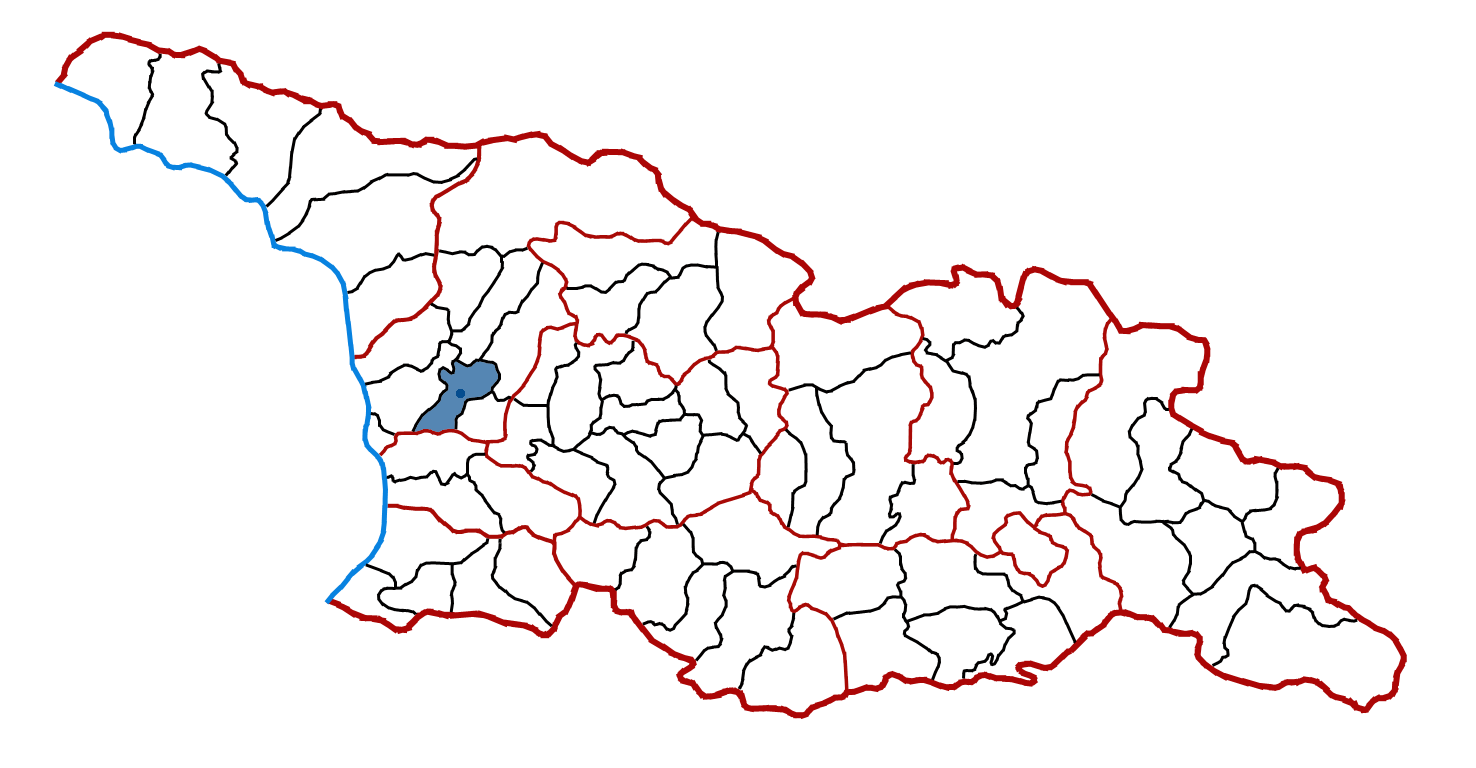

42°16′08″N 42°04′45″E / 42.2689°N 42.0792°E
塞納基市鎮，是格魯吉亚西部拉恰-列其呼米和下斯瓦内蒂大区的市镇，行政中心为塞納基。市镇面積为521平方公里，2014年人口数量为39,652人，人口密度每平方公里76人。